# Marcello Dudovich
Marcello Dudovich (Trieste, 21 marzo 1878 – Milano, 31 marzo 1962) è stato un pubblicitario, pittore e illustratore italiano.
Assieme a Leonetto Cappiello, Adolf Hohenstein, Giovanni Maria Mataloni e Leopoldo Metlicovitz è stato uno dei padri del moderno cartellonismo pubblicitario italiano.

## I primi anni e le origini familiari
Marcello Dudovich nasce a Trieste nel 1878 da famiglia dalmata. Il padre Antonio lavorò come impiegato delle Assicurazioni Generali e indossò la camicia rossa garibaldina. La madre triestina, Elisabetta Cadorini, fu una pianista. È il terzo di quattro fratelli: Maria, Itala e Manlio. La formazione di Marcello avviene presso le scuole "reali" (corrispondenti agli istituti tecnici dell'attuale ordinamento) della sua città, istituto d'arte professionale, ragazzo svogliato e indisciplinato ma molto curioso e portato per il disegno. Inserito dal cugino, il pittore Guido Grimani, nell'ambiente del “Circolo Artistico Triestino”, frequenta gli atelier dei pittori triestini, entrando in contatto con i grandi artisti conterranei, quali Eugenio Scomparini e Arturo Rietti.

## Il debutto a Milano
Da Trieste si trasferisce a Milano nel 1897. Grazie all'amicizia del padre con Leopoldo Metlicovitz, all'epoca già affermato pittore e cartellonista, Marcello viene assunto come litografo alle Officine Grafiche Ricordi. In questo ambiente, l'artista ha modo di confrontarsi con i lavori di alcuni dei più apprezzati cartellonisti dell'epoca, come Adolf Hohenstein, Aleardo Villa, Leonetto Cappiello, Giovanni Maria Mataloni e viene incaricato di realizzare bozzetti per la pubblicità. Amplia la sua formazione frequentando nel 1898 corsi di disegno accademico e di studio del nudo presso la Società Artistica Patriottica di Milano e apre uno studio di pittura assieme a Metlicovitz e al pittore greco Arvanitaki. Inizia a produrre autonomamente le prime opere di grafica pubblicitaria per la Ricordi ma anche per altri stabilimenti litografici quali Gualapini, Cantarella e Modiano.

## L'esperienza a Bologna
Nel 1899, anno saliente nella sua vicenda artistica, viene chiamato a Bologna per lavorare presso lo Stabilimento Grafico di Edmondo Chappuis. L'artista, pur lasciando Milano, continua il suo rapporto di lavoro con le Officine Grafiche Ricordi. È nel capoluogo emiliano che inizia a produrre cartelloni pubblicitari, copertine, illustrazioni e schizzi per varie riviste; corrispondono proprio a questi anni le prime opere autonome e complete, firmate da Marcello. In questo periodo è anche illustratore di ruolo della rivista Fantasio nel 1902, edita a Roma e specializzata in letteratura, critica e varietà. Nel 1900 realizza manifesti che lo portano a vincere per tre anni consecutivi, dal 1900 al 1902, il concorso Feste di primavera bandito dalla Società per il Risveglio della Vita cittadina: diventa indiscusso caposcuola del cartellonismo italiano, arrivando a vincere anche la Medaglia d'Oro all'Esposizione Universale di Parigi del 1900.
Partecipa nel 1902 all'Esposizione Internazionale d'Arte Decorativa Moderna a Torino, esponendo il manifesto Fisso l'idea sotto la sigla societaria della cooperativa artistica Æmilia Ars, famosa per lo studio di antichi modelli del rinascimento, della lavorazione del gioiello, del cuoio, dei mobili e della ceramica. Collabora nel 1904 con la rivista d'arti e lettere Novissima, diretta da Edoardo De Fonseca. La rivista, divulgata per dieci anni, fu considerata il Manifesto della Grafica Moderna, una raffinata pubblicazione italiana dedicata all'arte della decorazione del libro e di ruolo fondamentale nei riguardi dello stile Liberty, in cui collaborarono i maggiori artisti dell'epoca: oltre a Dudovich vi furono Ferruccio Baruffi, Luigi Bompard, Felice Casorati, Giacomo Balla, Gaetano Previati.
L'artista rimarrà a Bologna per sei anni produttivi e qui conoscerà la futura moglie, Elisa Bucchi, giornalista di moda originaria di Faenza che rappresenterà la musa ispiratrice dei bei tratti femminili raffigurati nelle sue campagne pubblicitarie. La donna ha già un figlio, Ernesto, al quale Dudovich darà poi il proprio cognome. L'unica figlia di Elisa e Marcello è Adriana, che sposerà nel 1935 Walter Resentera, un giovane pittore veneto. Insieme al giovane, suo grande ammiratore trasferitosi a Milano col fermo proposito di diventare suo allievo, Dudovich inizierà una lunga cooperazione, sia nel campo del manifesto sia in quello della decorazione murale. Instaura in questo periodo rapporti artistici e storici con la città di Firenze, nella quale da molti anni opera Alfonso Rubbiani e la sua scuola di giovani artisti.
Lavora per il periodico umoristico bolognese Italia Ride, per il quale realizzerà numerose illustrazioni, vignette satiriche e decorative, una rivista proiettata verso una visione moderna dell'arte contemporanea che sfocia pian piano nella nuova e stimolante Art Nouveau. Questa collaborazione lo porta a stretto contatto con i più importanti personaggi di spicco dell'avanguardia italiana quali Augusto Majani, in arte Nasìca, direttore artistico, Augusto Sezanne, Luigi Bompard, Ugo Valeri, Ardengo Soffici, Galileo Chini e altri rinnovatori, dalla cui frequentazione l'artista trae ulteriore motivo di crescita. Rimane a Bologna fino al 1905, anno in cui termina la cooperazione con lo stabilimento Chappuis di Bologna, a causa di una indiscutibile tendenza del triestino alla libertà professionale, nella ricerca di sempre nuove esperienze che certo poteva concretizzare in città molto più industrializzate come Milano.

## Il secondo periodo milanese
Nell'ottobre del 1905 giunge a Dudovich un invito dall'editore Armanino a recarsi a Genova e, nonostante l'entusiasmo iniziale, il capoluogo ligure non riesce ad offrirgli l'ideale ambiente lavorativo. Torna nuovamente a Milano nel 1906, dove prepara un avvenimento d'importanza europea: l'Esposizione Internazionale, collegata all'inaugurazione del Traforo del Sempione. Ristabiliti i rapporti con le Officine Grafiche Ricordi, l'artista partecipa con gli altri cartellonisti della scuderia al concorso indetto per scegliere il manifesto pubblicitario che rappresenterà l'Esposizione.
Dopo i riconoscimenti ricevuti per l'inaugurazione del Traforo del Sempione, viene affidato a Dudovich l'incarico di decorare le pareti esterne del padiglione italiano di arte decorativa all'Esposizione Internazionale di Milano, devastato da un incendio.
Dudovich, ormai maestro emergente nel panorama della grafica dell'inizio secolo, guarda con attento interesse le nuove avanguardie dell'Espressionismo, movimenti europei quali il Fauves, innescato da Henri Matisse ed il gruppo di Die Brücke di Dresda, che influenzeranno le sue opere.
Il 1907 e il 1913 sono gli anni dei manifesti, realizzati per le campagne pubblicitarie promosse dai Grandi Magazzini napoletani dei Fratelli Mele, occupandosi della promozione di immagine della ditta.
Essi rappresentano in assoluto le sue invenzioni più originali e felici: la “donna in abito rosso”, la “donna in abito azzurro”, la donna scrutata con contrastanti sentimenti da una coppia di passanti. Ma sono anche gli anni in cui Dudovich disegna uno dei suoi più famosi manifesti per la ditta alessandrina Borsalino, vincendo il concorso indetto dalla Casa per realizzare la pubblicità del cappello Zenit. Tale manifesto, pur essendo presentato da Dudovich fuori concorso, vincerà l'assegnazione del premio e rappresenterà per lui il maggior tributo e riconoscimento.
L'artista frequenta con assiduità i pubblici ritrovi milanesi, entrando in contatto con i più grandi personaggi che animano la vita culturale metropolitana. Egli descrive gli ambienti dove si muovono i signori, i borghesi, dove si esibisce la mondanità, riuscendo però quasi ad idealizzare un mondo del quale diviene interprete, una nuova società fiorente e in continua crescita: la Belle Époque. In questi ambienti intrattiene rapporti di amicizia con Camillo Boito e con tutta la serie dei grandi artisti e letterati dei circoli milanesi, quali Filippo Carcano, Antonio Ambrogio Alciati, Umberto Boccioni e Federico Andreotti. Frequentando regolarmente il Caffè Biffi, il Savini e l'Orologio, entra in contatto con gli ambienti della moda, facilitato anche dalla moglie Elisa Bucchi che lavora come capo corrispondente per alcune riviste rinomate dell'abbigliamento.
Dudovich, assistendo alla trasformazione dell'abbigliamento, soprattutto nella linea dell'abito femminile, approfitta del momento emancipando la figura della donna e dotandola di tutti gli accessori della seduzione: guanti, fiocchi, colletti e calze, il tutto accompagnato dalla sigaretta con bocchino da fumo, divenuta simbolo della verve femminile di quell'epoca.
La donna evade dal contesto casalingo non più relegata alle sole mansioni domestiche di fine Ottocento, vedendosi finalmente elevata ad un ruolo determinato nella società.

## Inviato speciale a Monaco di Baviera
Conosciuto oltre i confini nazionali, nel 1911 l'artista è chiamato a Monaco di Baviera dalla Casa Editrice Albert Langen, dove gli viene offerta una collaborazione di reporter come inviato speciale del famoso periodico di satira politica e sociale Simplicissimus. Accetta l'incarico e sostituisce Reznicek come disegnatore nella redazione: illustrerà per circa quattro anni, dal 1911 al 1915, la pagina mondana del giornale tedesco con un'estesa produzione di acquarelli, chine e disegni, entrando in contatto con gli esponenti di spicco della grafica tedesca quali Wilhelm Schulz, Theodor Heine e Eduard Thöny. In questi anni di attività molto produttivi a Monaco di Baviera, il triestino collabora con il direttore Albert Langen e con altre riviste tedesche quali la Meggendorfer Blatter, precisamente nel 1912, pubblicando un album composto da 32 tavole ed intitolato Corso.
Come inviato speciale Dudovich viaggia molto in tutta Europa, offrendo con la propria grafica una viva testimonianza delle abitudini mondane dell'alta società. Nel 1956, con una punta di nostalgia per gli anni andati, l'artista ormai anziano racconta la sua vita, riporta il senso di quelle esperienze professionali di viaggio con le seguenti parole:
(Marcello Dudovich, ora in Maurizio di Puolo (a cura di) Marcello Dudovich 1878-1962. I 100 bozzetti e manifesti per La Rinascente, Milano, Fabbri, Bompiani, Sonzogno, Etas, 1985, p. 15))
Nonostante il suo impegno nel ruolo di inviato speciale, non interrompe la sua collaborazione come cartellonista con lo Stabilimento Grafico Ricordi per la creazione di importanti manifesti pubblicitari.
Dudovich rimarrà al Simplicissimus fino allo scoppio della prima guerra mondiale quando, essendo egli figlio di un garibaldino, non può sopportare che i suoi disegni escano accanto alle vignette umoristiche che screditano l'Italia.
Nella città bavarese, l'artista rimane fino al 1914 e qui sposa Elisa Bucchi, conosciuta durante il soggiorno a Bologna e dalla quale avrà la figlia Adriana.

## Durante la guerra
Allo scoppio della 1ª Guerra Mondiale nel 1915 Marcello Dudovich rientra in Italia. A differenza di molti suoi colleghi artisti come Umberto Boccioni, Mario Sironi, Carlo Carrà e Filippo Tommaso Marinetti, che partiranno volontari o verranno arruolati per combattere nelle trincee nelle Alpi, egli non potrà partire per il fronte. La decisione viene presa dalle autorità italiane che, nonostante figlio di un garibaldino, lo accusano di essere germanofilo sulla base della sua lunga collaborazione con Simplicissimus. Mandato su decisione del Tribunale militare in un luogo di internamento, la salvezza del triestino è voluta dall'intervento e dall'influenza politica del suo vecchio datore di retribuzione, Giulio Ricordi, con il quale non aveva mai interrotto la collaborazione. Nonostante tutto, è tenuto sotto sorveglianza speciale per l'intera durata della guerra, costretto ad andare ogni settimana alla questura e a sottoporsi a ripetuti controlli riguardanti le sue opinioni politiche. L'artista dimostra il proprio patriottismo lavorando, negli anni della guerra, ad alcuni manifesti di soggetto bellico, realizza infatti un bozzetto a tempera che rappresenta un soldato italiano avvinto alla bandiera italiana.
Per i suoi lavori, egli trae spunto dalla realtà, ritraendo modelli in carne e ossa o lavorando su fotografie da lui stesso scattate. Nell'occasione è Marcello stesso a fare da modello per i propri lavori, facendosi fotografare in uniforme e utilizzando quindi quell'immagine come riferimento preciso per la stesura dell'opera. Negli ultimi anni della guerra, 1917-1920, l'artista si sposta nella capitale del Piemonte, Torino, dove lavora sia in campo cinematografico, realizzando un numero imprecisabile di manifesti per film, sia alle dipendenze del giovane editore Polenghi. Dudovich rimane a Torino fino al 1920, anno in cui si riaccende l'amicizia con il grande artista grafico Achille Luciano Mauzan, francese di nascita ma naturalizzato italiano, che crea locandine di film. Sia Mauzan che Dudovich lavorano per la Ricordi Officine e la loro amicizia li porterà ad una collaborazione per l'industria cinematografica di Torino, più precisamente per la Cleo Films e la Felsina Films. A Torino collabora ai fascicoli antiaustriaci Gli Uni…e gli altri! (1915) di G. Antona Traversi, a Il Pasquino e a Satana Beffa (1919) ed infine a Illustrazione italiana (1922). Oltre a collaborare con più riviste, crea anche disegni per i modelli delle bambole di produzione Lenci. Gli anni della Grande Guerra segnarono, per molteplici, evidenti ragioni, una drammatica cesura: Dudovich si rese conto che il suo mondo, la Belle Époque, era morto per sempre e si rinnovò, aderendo al Novecento plastico di Pietro Marussig e Achille Funi.

## I.G.A.P. e La Rinascente
Tornato a Milano nel 1920, fonda con l'avvocato Arnaldo Steffenini la società editrice Star, ditta che produce manifesti per conto dell'I.G.A.P. (Impresa Generale Affissioni Pubblicità), della quale fu direttore artistico dal 1922 al 1936 insieme a Marcello Nizzoli e Luigi Martinati. Dudovich crea manifesti per le campagne pubblicitarie delle maggiori industrie italiane e inizia in quegli anni la lunga collaborazione che lo legherà ai grandi magazzini La Rinascente, per la quale, dal 1921 al 1956, realizzerà oltre 100 manifesti. La produzione dei manifesti per La Rinascente conta di circa 5-6 lavori annuali realizzati, destinati a pubblicizzare molte collezioni. Le immagini si concentrano essenzialmente sul modello di sartoria, sull'accessorio da promuovere.
I grandi magazzini che rappresentano il mercato della media borghesia, offrono un buon prodotto ad un prezzo contenuto così da uniformare la popolazione. Attraverso i cartelloni per essi realizzati Dudovich viene riconosciuto come un'importante figura non solo dal punto di vista grafico, ma anche per la capacità che hanno le sue immagini di comunicare un messaggio che interesserà e influenzerà milioni di persone. Nella produzione in serie per La Rinascente, Dudovich mette in forte risalto soprattutto la figura della donna: illustrazioni rappresentanti un'unica presenza femminile si concentrano a evidenziare l'abbigliamento e gli accessori da lei indossati. Si basa proprio su questo l'illustrazione di moda di Dudovich, mettere in risalto la forte carica seduttiva del capo d'abbigliamento che raffigura, idonea al primario obiettivo della divulgazione commerciale della sua vendita.
Noti sono anche la sua partecipazione con numerosi altri artisti al catalogo Veni vd vici (1924) per l'imprenditore Giuseppe Verzocchi, i suoi cartelloni per il Concorso ippico internazionale di Milano del 1926, il Concorso ippico di Stresa e tutta la serie dei manifesti per le automobili Alfa Romeo.
Riconosciuto a livello nazionale nel mondo del cartellonismo, nel 1930 disegna il celebre manifesto per i copertoni Pirelli e realizza manifesti per le più importanti società industriali italiane e straniere, (Shell, Agfa Film, Bugatti, Fiat, Martini, Campari, Assicurazioni Generali, Magazzini Mele).

## La figura della donna
L'operato del triestino viene ricordato soprattutto per aver messo in scena gli agi della borghesia italiana nel periodo della Belle Époque: l'eleganza, la mondanità, le corse dei cavalli, gli abiti eleganti e soprattutto la femminilità delle donne altolocate.
Dudovich inizia una collaborazione come disegnatore alla rivista La Donna, illustrandola come esempio di raffinatezza ed eleganza. L'artista immortala le donne sdraiate su morbidi divani o in alcove con i loro grandi cappelli, ombrelli, ventagli e gioielli. Celebri protagoniste dei suoi racconti in cartellone sono le bagnanti. Durante il ventennio fascista l'emancipazione femminile vive una regressione: il regime impone alle donne lavoratrici un abbigliamento maschile, con scopo di garantire maggiore libertà di movimento, ma soprattutto uniformare l'estetica e i comportamenti allo stile militare. Di conseguenza spopolano vesti e abiti che non facciano più risaltare le linee del corpo ma, al contrario, che si adattino ad esse con naturalezza. Fissando i parametri che dovranno comporre i nuovi cartelloni il regime porterà Dudovich, contro la sua volontà, ad un forte cambiamento dei suoi modelli femminili. La nuova produzione di cartelloni perderà il raffinato soggetto femminile per lasciare spazio alla virilità della figura maschile, con corpi muscolosi e pose in tensione che saranno le nuove immagini propagandistiche dell'epoca fascista. Partecipa alla Esposizione internazionale d'arte di Venezia del 1920 e del 1922 con il dipinto ad olio La signora Dalla Veletta: il titolo dell'opera deriva dal cappellino che la donna porta in testa e dal quale scende una veletta.

## Decoratore murale
Nei primi anni trenta con lo sviluppo dell'aviazione, l'artista viene chiamato a Roma per realizzare una serie di affreschi a parete, con tecnica a tempera, per i locali del Ministero dell'aeronautica, compiuti poi in collaborazione con il genero Walter Resentera. È questa, tuttavia, l'unica commissione pubblica; per il resto Dudovich lavora soltanto per i più cari amici, decorando ambienti delle residenze di città o di campagna delle famiglie Borsalino-Savazzi e Brustio-Borletti. È un divertimento che gli consente di rifugiarsi in un suo mondo ideale, popolato di contadini al lavoro o in festa, di animali e alberi. In molte occasioni egli ritrae gli stessi committenti o gli animali a loro cari. Succede a Villa Piccoli di Gardone, dove all'insegna dell'Ospitalità vengono raffigurati, amichevolmente riuniti, un pastore tedesco, un gatto e perfino un topo; oppure a Villa Makallé di Guello, proprietà dei Brustio, dove i padroni di casa e i loro ospiti sono raffigurati intenti al gioco del golf. Con particolare evidenza, nel vasto ciclo dipinto nel 1946 in un salotto della Tenuta Amalia, a Villa Verucchio (Rimini), residenza di campagna della famiglia Borsalino, in ringraziamento dell'ospitalità e dell'amicizia di Alessandra Druidi, vedova Borsalino, realizzerà alcuni affreschi a tempera sulle tre pareti del salone della villa. L'effetto generale è di quattro padiglioni aperti sull'esterno, dotati di drappi e tendaggi e bandiere poste sui lati, introducendo lo spettatore nel paesaggio che vi si apre oltre.

## Il soggiorno in Libia
Nel 1937 Marcello si reca in Libia chiamato da Italo Balbo, per un lungo soggiorno e vi ritornerà nel 1951 ospite della nipote Nives Comas Casati, già sua allieva e modella. La Casati fu anche cartellonista, come dimostra ad esempio il cartellone per il Palio di Ferrara, eseguito nel 1933 in collaborazione con Amerigo Ferrari. Il lungo soggiorno libico lo influenzerà fermamente: il suggestivo ambiente esotico offre a Dudovich una quantità di soggetti e di spunti e ravviva la sua appannata freschezza ideativa.
Egli scatta molte fotografie di scene e figure indigene, realizza numerosi disegni e schizzi: questo materiale si traduce a livello pittorico in una serie di opere a tempera, tra cui, per solenne imponenza, primeggia il ritratto – oggi in America – raffigurante la nipote Nives in abito africano. Da ora, quasi in ogni mostra personale che Dudovich allestirà, sarà presente una sezione dedicata alla Libia e alle “scene libiche”: paesaggi, castelli, mura, moschee ed ancora scene di vita vissuta, tipi umani, con particolare attenzione alle grazie delle belle e giovani indigene. Rientrato in Italia, l'artista continuerà a riflettere su quel mondo colorito e al rapporto tra le “due civiltà”, al punto da organizzare nel proprio studio, sedute di posa per evocare fittizie situazioni “libiche”, obbligando amici e modelle a indossare improvvisati burnus e a posare per qualche serie di scatti fotografici. In Libia, egli tornerà ancora nel 1951 e vi terrà anche un paio di mostre personali.

## Ultimi anni
La Seconda guerra mondiale e la morte della moglie Elisa Bucchi rappresentano la cesura definitiva, il taglio netto con l'attività cartellonistica commerciale, determinato anche dalla difficoltà di confrontarsi con i nuovi cartellonisti, ormai denominati designers. In questo periodo l'artista si dedica intensamente alla pittura, al ritratto ed alla decorazione. Al manifesto tuttavia egli non rinuncerà mai, creando nell'immediato dopoguerra e nell'arco degli anni cinquanta, una quarantina di manifesti noti e riprendendo un'intensa collaborazione con La Rinascente, alla quale sarà capace di dedicare ancora lavori di sorprendente freschezza.
Marcello Dudovich muore a causa di un'emorragia cerebrale il 1º aprile 1962 a Milano: riposa nel Cimitero Monumentale di Milano, tumulato in un colombario.

## Onorificenze
Gli sono state intitolate una via e una scuola secondaria di secondo grado a Milano e una via anche a Trieste e Rimini.

## Principali manifesti
- 1899: Fisso L'Idea, Chappuis Bologna
- 1901: Esposizione di Lodi, Chappuis Bologna
- 1901: Coppia al tabarin, Ricordi Milano
- 1901-1902: Terme di Porretta, Chappuis Bologna
- 1906: Liquore Strega, G. Ricordi Milano
- 1906: Fonotipia, G. Ricordi Milano
- 1907: Corse di Brescia, G. Ricordi Milano
- 1908: Bianco & Nero, Ricordi Milano
- 1908: Mele Confezioni, Mele & C. Napoli
- 1908: Mele Novità Estive, G. Ricordi Milano
- 1911: Marca Zenit, G. Ricordi Milano
- 1912: Il Bacio di Margherita da Cortona, G. Ricordi Milano
- 1912: Mele Confezioni, G. Ricordi Milano
- 1913-1914: Mele Confezioni mode - stoffe, G. Ricordi Milano
- 1914: Mele Calzature, G. Ricordi Milano
- 1918: Vermouth Martini, G. Ricordi Milano
- 1924: Borsalino Antica Casa.

## Voci correlate

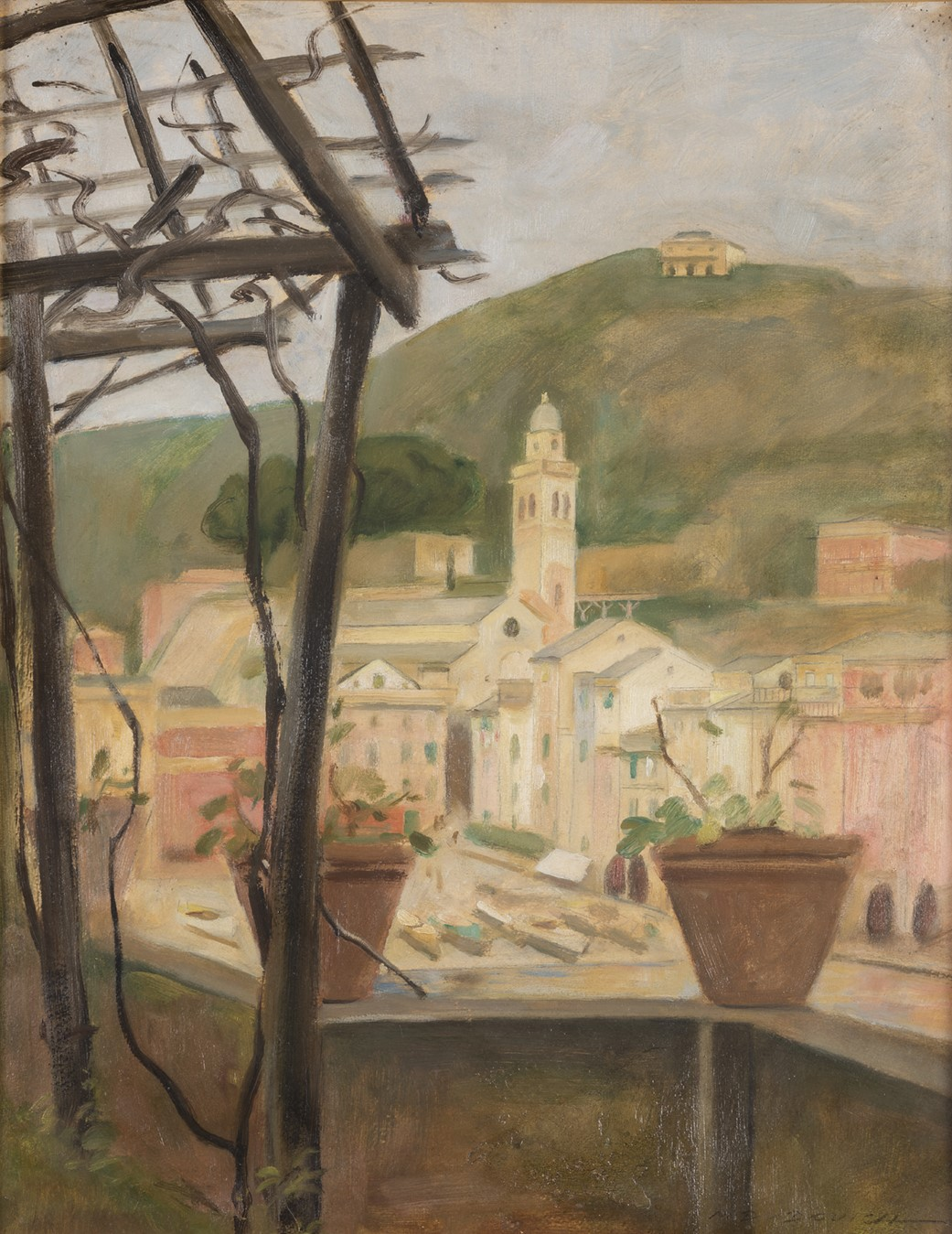
Le colline di Rapallo